# Dazaifu

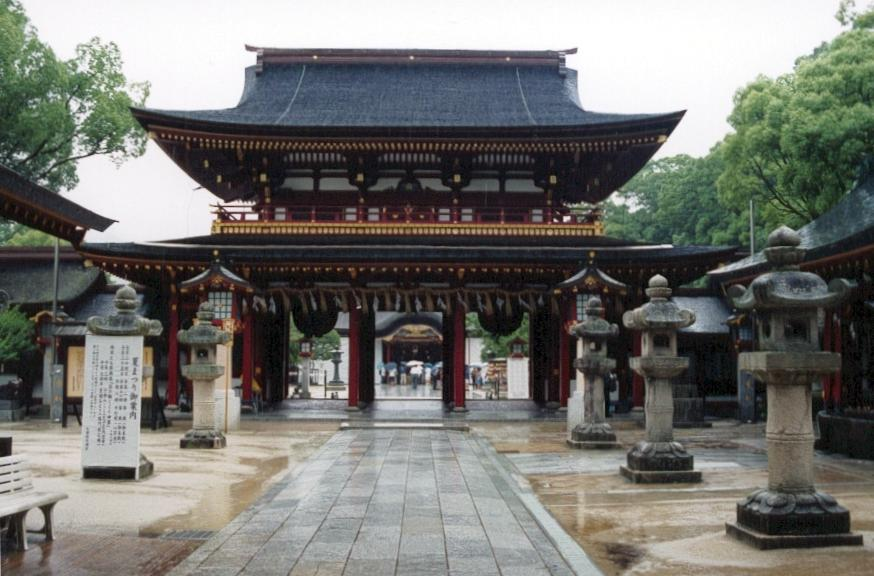
Santuário Tenman-gu, em Dazaifu.

Dazaifu (太宰府市; -shi) é uma cidade japonesa localizada na prefeitura de Fukuoka.
Em 2005 a cidade tinha uma população estimada em 67 428 habitantes e uma densidade populacional de 2 277,2 hab/km². Tem uma área total de 29,61 km².
Recebeu o estatuto de cidade a 1 de Abril de 1982, embora já fosse importante em termos históricos desde há muito.